# Keiya Sento
Keiya Sento (仙頭 啓矢 Sento Keiya?), född 29 december 1994 i Hirakata i Osaka prefektur, är en japansk fotbollsspelare.
Sento började sin karriär 2017 i Kyoto Sanga FC. Han spelade 99 ligamatcher för klubben. År 2020 flyttade han till Yokohama F. Marinos.